# Charles Mbazira
Charles Mbazira (ur. 15 maja 1958) – ugandyjski lekkoatleta, sprinter, uczestnik Letnich Igrzysk Olimpijskich 1984.
Podczas Letnich Igrzysk Olimpijskich 1984 wystąpił w eliminacjach biegu na 100 metrów. Startował w drugim biegu eliminacyjnym (z toru numer 7). Z wynikiem 11,03 zajął 7. miejsce w swoim biegu (nie awansował dalej), a w końcowej klasyfikacji zajął 69. miejsce na 82 startujących zawodników.
Ponadto Mbazira jest dwukrotnym mistrzem swojego kraju na dystansie 100 metrów.

## Rekordy życiowe
| Dystans    | Wynik (s) | Data |
| ---------- | --------- | ---- |
| 100 metrów | 10,5      | 1983 |